# Rhabdophis nuchalis
Rhabdophis nuchalis är en ormart som beskrevs av Boulenger 1891. Rhabdophis nuchalis ingår i släktet Rhabdophis och familjen snokar.
Denna orm förekommer från norra Vietnam till centrala Kina. Den hittas i de kinesiska provinserna Gansu, Guangxi, Guizhou, Sichuan, Hubei, Shaanxi, Xizang, Henan och Yunnan. Arten lever i kulliga områden och i bergstrakter mellan 620 och 2850 meter över havet. Rhabdophis nuchalis lever i skogar. Den registreras ofta på gläntor med gräs eller gömd bakom stenar. Arten äter snäckor och jordlevande maskar. Honor lägger ägg.
För beståndet är inga hot kända. Hela populationen anses vara stabil. IUCN kategoriserar arten globalt som livskraftig.

## Underarter
Arten delas in i följande underarter:
- R. n. nuchalis
- R. n. pentasupralabialis